# Sukaraja (Muaradua Kisam)
Sukaraja is een bestuurslaag in het regentschap Ogan Komering Ulu Selatan van de provincie Zuid-Sumatra, Indonesië. Sukaraja telt 520 inwoners (volkstelling 2010).